# Département Dodjé
Das Département Dodjé ist ein Département im Südwesten des Tschad. Es liegt im westlichen Teil der Provinz Logone Occidental, die Hauptstadt ist Beïnamar. Beim Zensus im Jahr 2009 wurden 105.126 Einwohner gezählt.

## Verwaltungsuntergliederung
Das Département ist in vier Unterpräfekturen unterteilt:
- Beïnamar
- Beissa
- Laoukassy
- Tapol